# Разновидность (филателия)

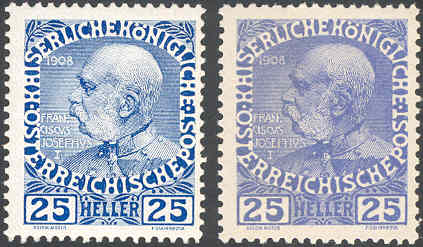
Два разных типа Бумага почтовых марок (марка Австро-Венгрии, 1908)

Разнови́дность (англ. variety, фр. variété, нем. Abart) — в филателии марка или цельная вещь, отличающаяся от остальных экземпляров бумагой (сортом), рисунком (деталями, ретушью и др.), цветом, водяным знаком (наличием или отсутствием, положением и проч.), зубцовкой или просечкой (размерами, формой), клеем (сортом, рифлением, цветом и др.), печатью, надпечатками и др.

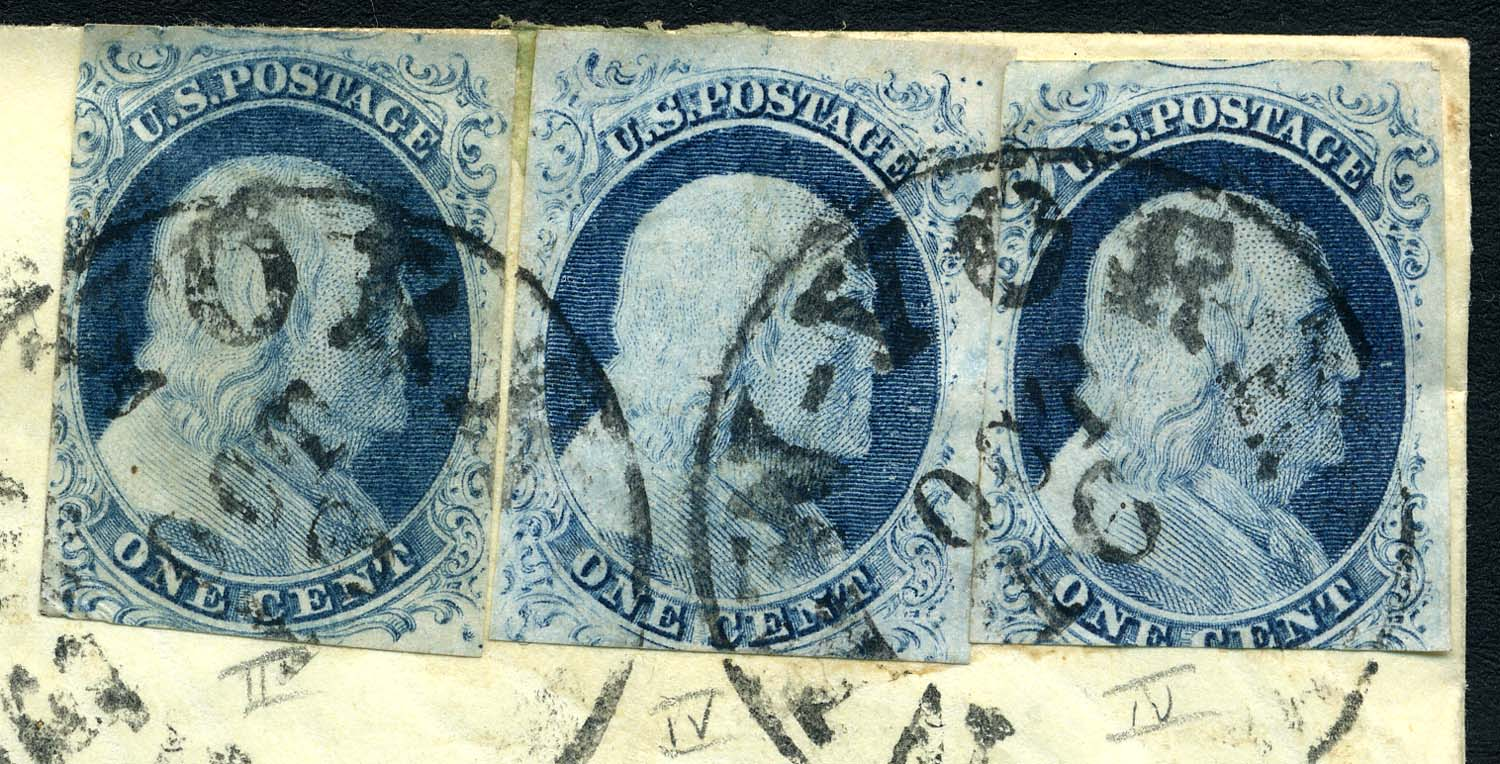
Разновидности рисунка одноцентовой марки США «Франклин» (1851): слева направо — один тип II(Sc #7) и два типа IV(Sc #9)

## Причины возникновения
Разновидности возникают как в случае запланированных почтовым ведомством различий тиража почтовой марки, так и в результате ошибок, связанных с процессом печатания марок или цельных вещей, например, из-за использования бумаги, предназначенной для других целей; дефекта печатной формы или бумаги; другой краски; неправильного положения листа бумаги в машине (перевёрнутые центр, рамка, фон, надпечатка, печать на клеевой стороне); неправильной компоновки печатной формы; попадание сторонних предметов на печатную форму и т. д. Изучение разновидности имеет большое значение для определения аутентичности почтовых марок и цельных вещей.
| Разновидности почтового блока СССР (1949) к 70-летию со дня рождения И. В. Сталина | Разновидности почтового блока СССР (1949) к 70-летию со дня рождения И. В. Сталина |
| ---------------------------------------------------------------------------------- | ---------------------------------------------------------------------------------- |
|                                                                                    |                                                                                    |
| На белой бумаге (ЦФА [АО «Марка»] № 1483)                                          | На кремовой бумаге с золотистой рамкой (ЦФА [АО «Марка»] № 1483А)                  |

## Что не является разновидностью
- К разновидностям марок не относятся марки, напечатанные разными способами (к примеру, способом офсетной печати и металлографией) в разное время. Их считают разными основными марками с одинаковым рисунком[2].
- Разновидностями марок не считают марки с типографским браком, который является случайным отклонением в техническом исполнении и не повторяется в остальной части тиража.

Типичным примером этого служат белые крапинки (пятнышки), оставляемые на марке соринкой, попавшей на печатную форму. На последующих марочных листах такое белое пятнышко или исчезнет или передвинется.
Другими примерами типографского брака являются марки с абклячем — оттиском на обороте (возникает из-за того, что печатная машина вначале сработала без бумаги, оттиснув краску на декеле печатного барабана, а потом, при прогоне бумаги, краска отпечаталась на обороте марочного листа в зеркальном отображении) и марки с двойной печатью (возникает из-за того, что один и тот же лист дважды прошёл через типографскую машину.
Для ошибок печати можно найти немало различных примеров. Так, известен случай, когда на рисунке некоторой части тиража советской марки «Шотландский поэт Бёрнс» 1957 года (ЦФА [АО «Марка»] № 2016) присутствует смещённый центр, а именно смещение головы поэта к овальному краю. Такие марки не являются разновидностью. В этом случае имеет место несовмещение красок в процессе печати. Если подобное смещение приводит к значительному искажению рисунка, марки считаются полиграфическим браком и уничтожаются.
| Вариации цвета на почтовых марках Белоруссии, не выделенные в качестве разновидностей | Вариации цвета на почтовых марках Белоруссии, не выделенные в качестве разновидностей | Вариации цвета на почтовых марках Белоруссии, не выделенные в качестве разновидностей |
| ------------------------------------------------------------------------------------- | ------------------------------------------------------------------------------------- | ------------------------------------------------------------------------------------- |
|                                                                                       |                                                                                       |                                                                                       |

## Список основных разновидностей

### По типографскому исполнению
Сюда относятся почтовые марки с разных печатных форм, с ретушью, с перевёрнутой рамкой или фоном, с ошибкой в тексте марки или надпечатки, или с провалами в тексте.

### По цвету
Сюда относятся почтовые марки разных оттенков цвета, марки с ошибкой цвета.

### По бумаге
Сюда относятся почтовые марки, напечатанные на случайных и редких сортах бумаги, на рифлёной бумаге, на бумаге с отклонениями в оттенке цвета бумаги.

### По водяным знакам
Сюда относятся почтовые марки с ошибочными или неправильно расположенными водяными знаками.

### По перфорации
Сюда относятся почтовые марки, на которые нанесена зубцовка другого размера или просечка (вместо зубцовки), беззубцовые марки (случайно оставшиеся без зубцовки), марки, оказавшиеся без зубцов с одной или нескольких сторон.

### По размеру изображения
Сюда относятся почтовые марки, имеющие отклонение от основного размера.